# Лазер (клас яхт)

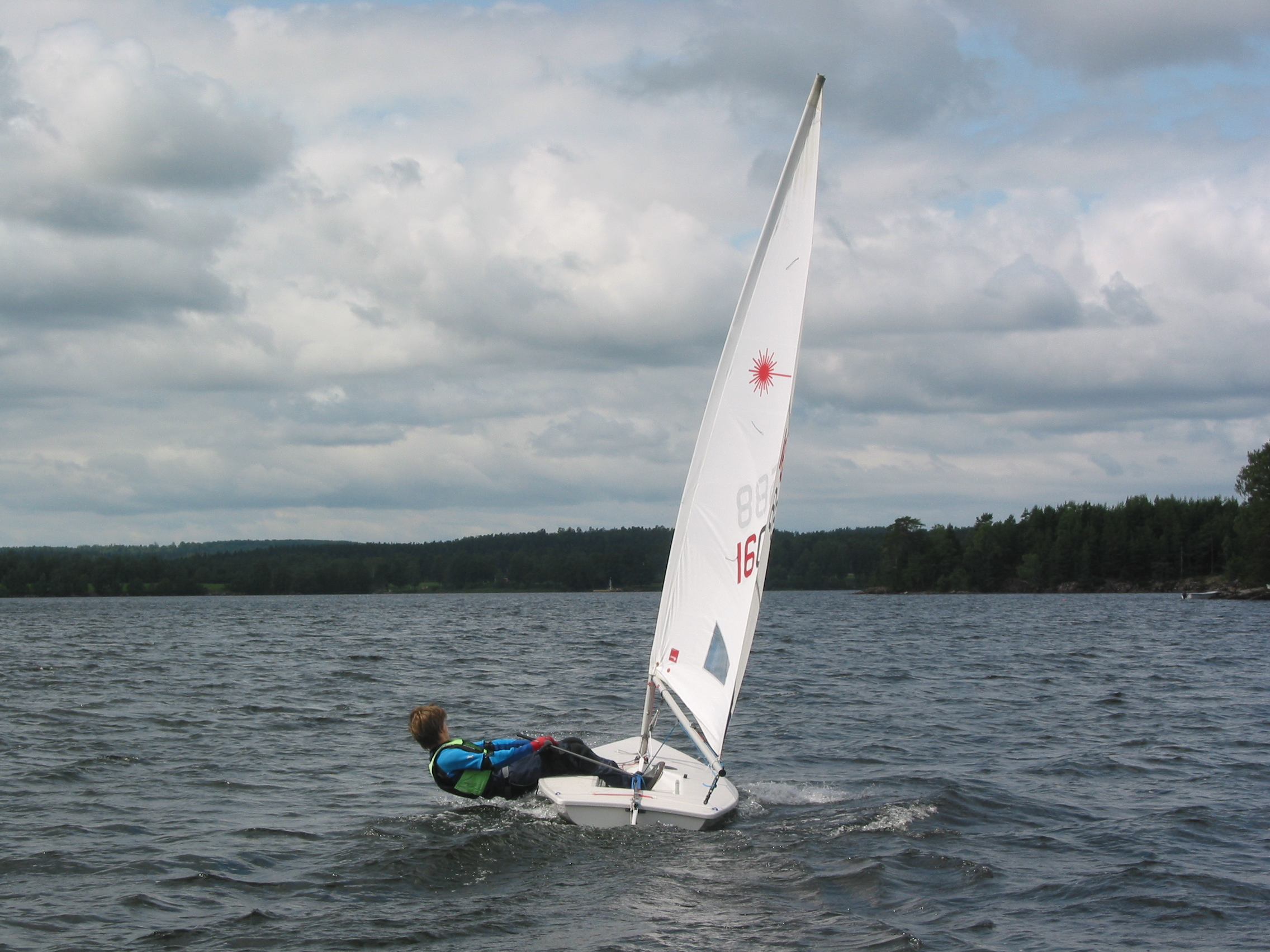

Ла́зер (англ. Laser) — клас перегонових швертботів міжнародного класу. Конструктор: Брюс Кірбі.
Конструкція відрізняється простотою, що дозволило шверботу стати одним з найпопулярніших перегонових яхт. Загальна кількість побудованих у світі «Лазерів» наближається до 200 тисяч штук.

## Технічні характеристики
- Найбільша довжина: 4,064 м
- Осадка: 0,787 м
- Водотоннажність: 59 кг
- Ширина корпусу: 1,422 м
- Площа вітрила: 7,06 м²
- Екіпаж: 1